# Communistische Partij van Argentinië
De Communistische Partij van Argentinië (Spaans: Partido Comunista de la Argentina) is een communistische partij in Argentinië. De partij werd opgericht in 1918.
De jeugd vleugel van PCA is de Communistische Jeugd Federatie.